# 吉田里深
吉田 里深（よしだ さとみ、1979年8月5日 - ）は、日本のグラビアアイドル。

## 略歴
1996年、現役女子高生水着アイドルとしてグラビアデビュー。同年10月、初の写真集である『Sixteen Revolution』を出版。
1998年、10月に日本旅行の「赤い風船」イメージガール」に選ばれる。また、ハウス食品のカレーのTVCMに出演。
時期不明だが一時期イエローキャブに所属していた。
1999年8月4日、east west japanからHAKUEIプロデュースでCDミニアルバム『Fairy Tale』を発売。
2001年3月、写真集『Sensational Skin』を発売。
2014年7月、芸能事務所GOLDSTARに所属。
2020年３月、株式会社　ENA ENTERTAINMENTに所属。

## 人物
- 喫煙者。へそピアスを開けている。
- 趣味は読書・ライブ鑑賞[1]。
- 好きな食べ物はイクラ、お新香、チョコレート。
- 1997年に放送されたテレビ番組にて163cmの80kgですと発言した。[注釈 1]

## DVD
- 1996年11月 『ときめきアイドル白書 9 吉田里深 しゅーくりーむ 17歳のEcup美少女にノックアウト!!』（英知出版）
- 1997年3月 『Chi-Chi Eカップのミューズ』（バンダイ・ミュージックエンタテインメント）
- 1997年8月 『Final Beauty』（竹書房）
- 1997年12月 『恋愛微熱』（エイチエムピィ（現：h.m.p））

## 写真集
- Sixteen Revolution（1996年10月、近代映画社、撮影：斉木弘吉） ISBN 978-4764818019
- Miss Peach（1997年5月、ワニブックス、撮影：木村 晴） ISBN 978-4847024627
- My Evolution（1998年3月、竹書房、撮影：井ノ元浩二） ISBN 978-4812403655
- Sensational Skin（2001年3月、集英社インターナショナル、撮影：清水清太郎） ISBN 978-4797670332
- La Poupee Blanche（2004年3月、竹書房、撮影：笠井爾示） ISBN 978-4812415726